# Vesicaperla townsendi
Vesicaperla townsendi är en bäcksländeart som beskrevs av Mclellan 1977. Vesicaperla townsendi ingår i släktet Vesicaperla och familjen Gripopterygidae. Inga underarter finns listade i Catalogue of Life.